# 甲斐拓哉
甲斐 拓哉（かい たくや、1990年12月18日 - ）は、長野県松本市出身の元プロ野球選手（投手）。右投右打。

## 経歴

### プロ入り前
小学校3年時に松本北リトルリーグ城東フェニックスで野球を始め、投手・捕手として活躍、中学時代は松本南シニアに所属。エースとして、2005年のジャイアンツカップ全国大会優勝に貢献した。当時既に140km/hの直球を投げ、プロのスカウトからも注目されていた。
その後東海大三高校へ進学し、1年秋からエースを任された。3年春の南信予選1回戦では17奪三振でノーヒットノーランを記録し準優勝。夏の長野大会では準々決勝で151km/hを計測し、準決勝ではレギュラーの約半数が中学時代のチームメイトの松商学園と対戦し、9回を3安打に抑えたが失策絡みで4失点し、3-4で敗退した。
2008年のドラフト会議でオリックス・バファローズから1位指名を受け入団。

### オリックス時代
2009年は右手指の故障等でファームでも1試合登板に終わる。
2010年は春季キャンプ中に痛めた右肘について同年4月下旬に調整を終え、シーズン終盤には復帰。フェニックス・リーグでの投球が認められて秋季キャンプにも参加。
2011年12月2日に戦力外通告を受け、育成選手として再契約した。
2012年10月4日に再び戦力外通告を受け、10月31日に自由契約公示された。

### 独立リーグ時代
2013年1月4日に独立リーグであるベースボール・チャレンジ・リーグの信濃グランセローズに入団する事が報道され、同月10日、正式に入団が発表された。
2015年11月18日、任意引退での退団が発表された。
独立リーグを引退後、採用試験を受け現在は長野県の松本市役所へ入庁し勤務している。市役所の軟式野球チームでプレーしているが、肩の痛みから投手はしていないとのこと。

## 選手としての特徴・人物
最速151km/hを記録した直球の評価が高い。反面中指にマメができやすく、高校2年秋にはマメの影響でブロック大会敗退を経験している。
家庭の事情から祖母と接する時間が多かった。きんぴらごぼう、切り干し大根、おからが好物である。

## 詳細情報

### 年度別投手成績
- 一軍公式戦出場なし

### 独立リーグでの投手成績
| 年 度     | 球 団     | 登 板 | 勝 利 | 敗 戦 | セ 丨 ブ | 完 投 | 勝 率 | 投 球 回 | 打 者 | 被 安 打 | 被 本 塁 打 | 奪 三 振 | 与 四 球 | 与 死 球 | 失 点 | 自 責 点 | 暴 投 | ボ 丨 ク | 失 策 | 防 御 率 | W H I P |
| --------- | --------- | ----- | ----- | ----- | -------- | ----- | ----- | -------- | ----- | -------- | ----------- | -------- | -------- | -------- | ----- | -------- | ----- | -------- | ----- | -------- | ------- |
| 2013      | 信濃      | 19    | 4     | 7     | 0        | 0     | .364  | 83.2     | 361   | 74       | 3           | 83       | 42       | 3        | 35    | 28       | 9     | 0        | 2     | 3.01     | 1.39    |
| 2014      | 信濃      | 23    | 2     | 4     | 0        | 0     | .333  | 52.1     | 258   | 61       | 0           | 29       | 42       | 2        | 39    | 36       | 11    | 0        | 1     | 6.19     | 1.98    |
| 2015      | 信濃      | 35    | 1     | 3     | 3        | 0     | .250  | 43.0     | 192   | 37       | 0           | 37       | 25       | 5        | 19    | 18       | 6     | 0        | 0     | 3.77     | 1.44    |
| 通算：3年 | 通算：3年 | 77    | 7     | 14    | 3        | 0     | .333  | 179.0    | 811   | 172      | 3           | 149      | 109      | 10       | 93    | 82       | 26    | 0        | 3     | 4.12     | 1.57    |

- 各年度の太字はリーグ最高

### 背番号
- 21 （2009年 - 2011年）
- 121 （2012年）
- 19 （2013年 - 2015年）